# 斯洛伐克驻印度尼西亚大使馆
斯洛伐克共和国驻印度尼西亚共和国大使馆，是斯洛伐克共和国在印度尼西亚共和国的最高外交代表机构，兼辖对马来西亚、新加坡、菲律宾、文莱和东帝汶的外交事务，并在印度、马来西亚、新加坡和菲律宾4国分设有7个名譽領事馆。
斯洛伐克现任驻印度尼西亚大使是托马斯·福尔科，于2022年自斯洛伐克驻澳大利亚大使转任。

## 历史
印度尼西亚与斯洛伐克的关系继承自印尼与捷克斯洛伐克的关系，天鵝絨分離后，印尼政府承认了斯洛伐克共和国的独立，两国于1993年1月1日建交。最初，两国并未互设大使馆，而由驻其他国家的大使馆兼辖双方的外交事务，1995年，两国互设大使馆。
2012年，斯洛伐克关闭驻馬來西亞大使馆，馬來西亞领区归驻印尼大使馆兼辖。

## 职责
斯洛伐克共和国驻雅加达大使馆负责印度尼西亚共和国的斯洛伐克外交和领事事务，兼辖对马来西亚、新加坡、菲律宾、文莱和东帝汶5国的外交事务，其主要职责包括代表并保护斯洛伐克共和国及其公民在这些国家的利益，对外代表斯洛伐克，积极寻求支持和深化斯洛伐克共和国与其认可国之间的双边政治、经济、文化和其他关系。

## 历任大使
| 姓名              | 斯洛伐克语      | 任职年份      |
| ----------------- | --------------- | ------------- |
| 彼得·安布罗维奇   | Peter Ambrovič  | 1995年—1998年 |
| 米兰·莱恰克       | Milan Lajčiak   | 1998年—2003年 |
| 彼得·霍拉塞克     | Peter Holásek   | 2003年—2009年 |
| 斯蒂芬·罗兹科帕尔 | Štefan Rozkopál | 2009年—2013年 |
| 米哈尔·斯利沃维奇 | Michal Slivovič | 2014年—2018年 |
| 雅罗斯拉夫·克莱博 | Jaroslav Chlebo | 2018年—2022年 |
| 托马斯·福尔科     | Tomáš Ferko     | 2022年—至今   |